# Ceas electronic

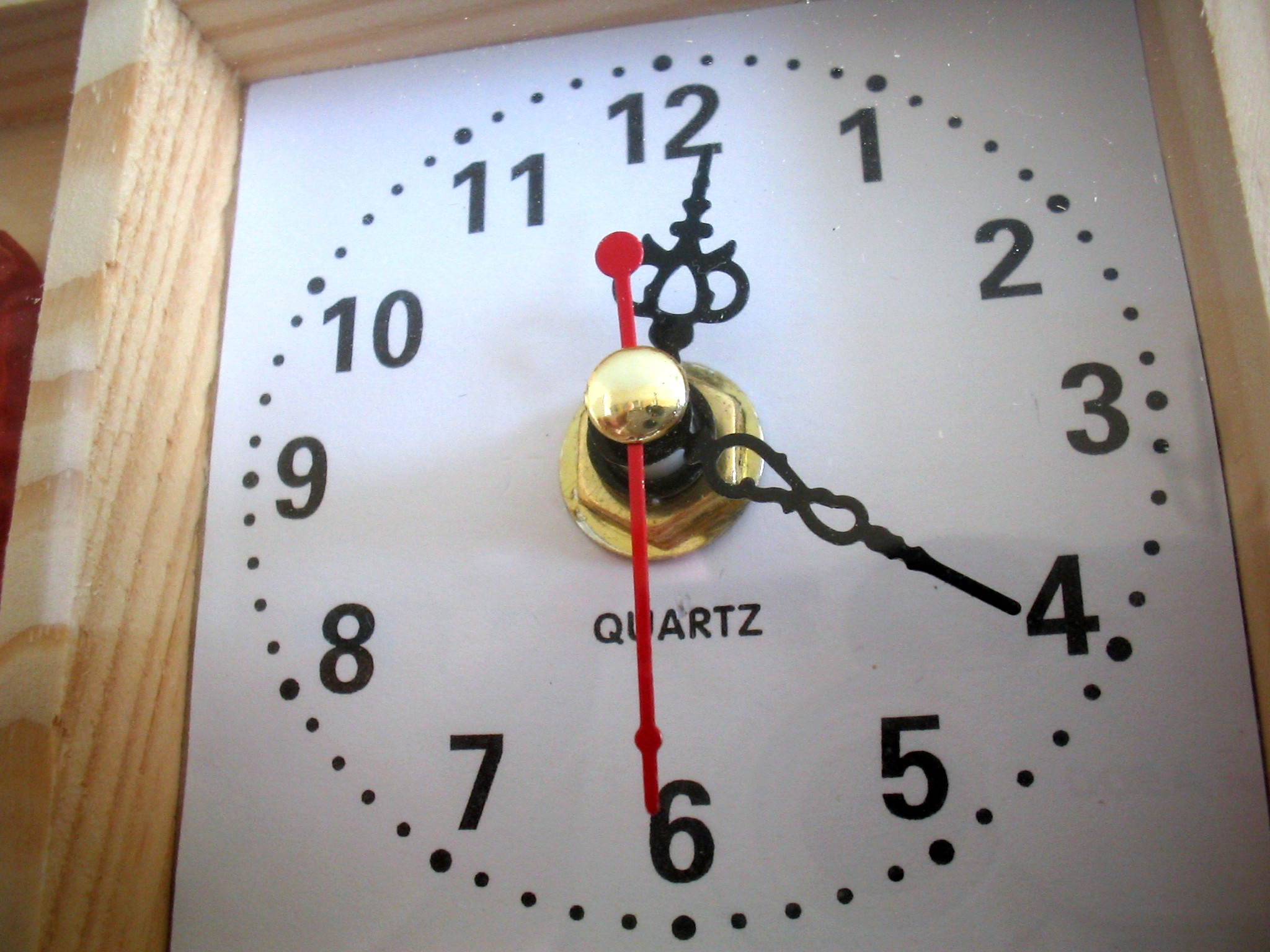
Un ceas cu cuarţ

Un ceas electronic (ceas cu cuarț) este un ceas care folosește un oscilator electronic reglat de un cristal de cuarț pentru a măsura timpul. Acest cristal de cuarț generează un semnal cu o frecvență precisă, astfel încât ceasurile electronice sunt cu cel puțin un ordin de mărime mai precise decât cele mai bune ceasuri mecanice.

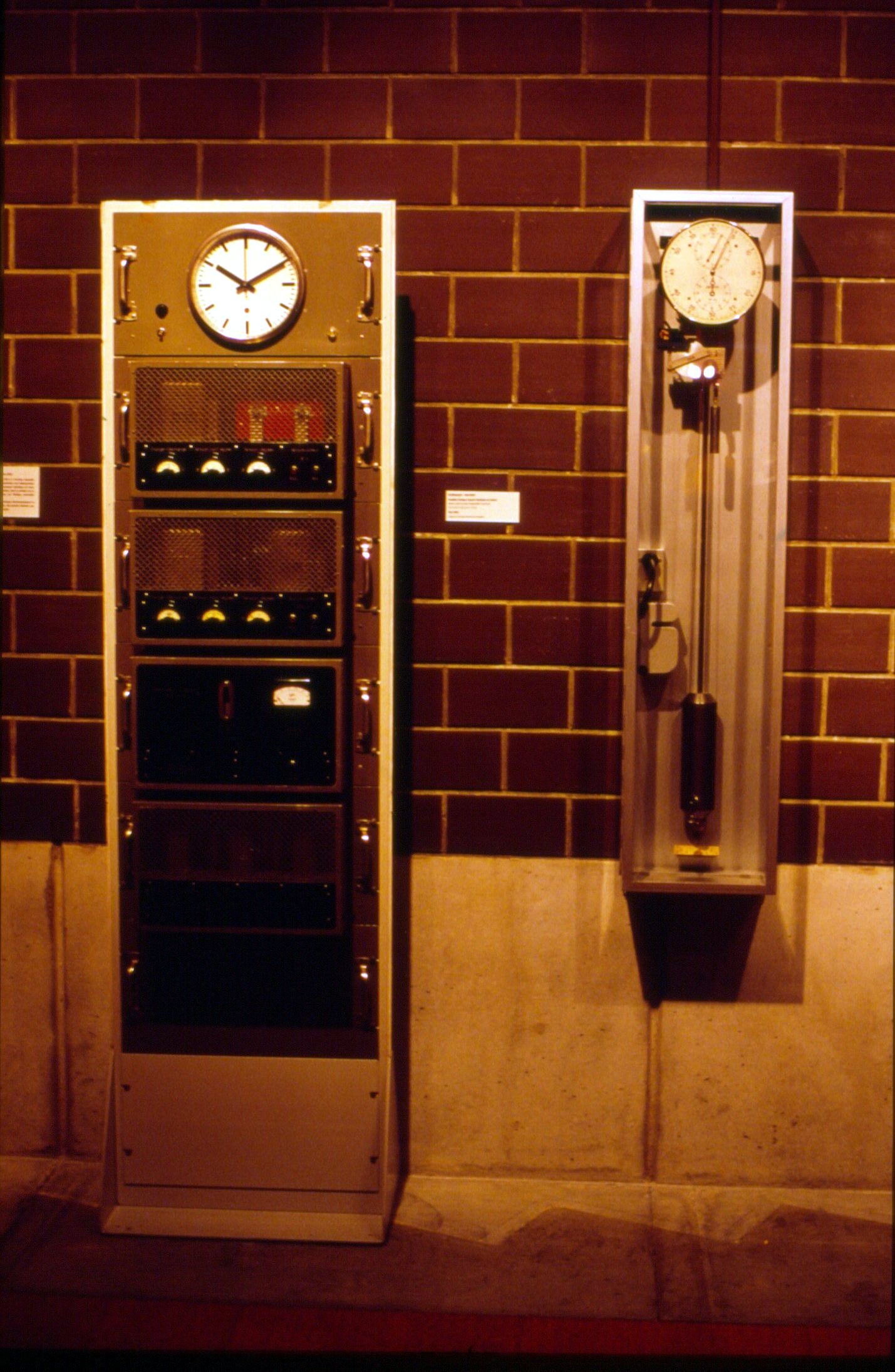
Primul ceas cu cristalul de cuarţ (stânga), exponat la Muzeul Internațional de Ceasuri, La Chaux-De-Fonds

## Mecanism

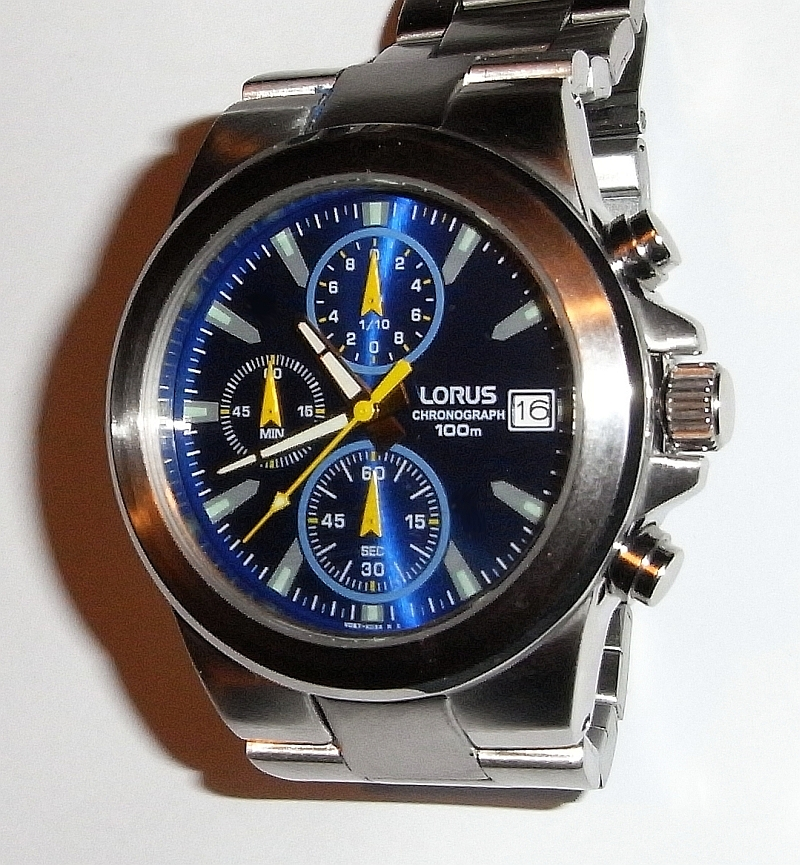
Modern Quartzclock

La ceasurile electronice moderne cristalul de cuarț are forma unui mic diapazon, ce vibrează la 32.768 Hz. Această frecvență este egală cu 215 Hz. În cele mai multe ceasuri, rezonatorul este un mic paralelipiped, având aproximativ 4 mm lungime. Motivul pentru care rezonatorul de 32.768 Hz a devenit atât de întâlnit este datorat compromisului dintre dimensiunea mare a cristalelor de frecvență joasă pentru ceasuri și intensitatea mare a curentului necesară cristalelor de înaltă frecvență, care micșorează durata de viață a bateriei de ceas. Introducerea MOSFET-ului, în anii 1970, în circuitele integrate asigură o viață de 12 - 24 luni a bateriei.
Formula de calcul a frecvenței cuarțului în funcție de dimensiunile sale, cum ar fi următoarele:
{\displaystyle l} = lungime = 3 mm (sau 4 mm)
{\displaystyle a} = grosime = 0.3 mm
{\displaystyle E} = Modulul lui Young al cuarțului = 1x1011 N·m−2 = 100 GPa
{\displaystyle \rho } = densitatea cuarțului = 2500 kg·m-3 (de fapt, 2650 kg·m-3)
{\displaystyle f_{o}} = frecvența fundamentală = 3.52
{\displaystyle f} = frecvența (Hz)
Dacă se introduc numerele de mai sus în formula de mai jos:
{\displaystyle f={\frac {f_{o}}{2\pi }}{\frac {a}{l^{2}}}{\sqrt {\frac {E}{12\rho }}}}
rezultă f ~ 33 kHz, care este aproximativ 215, sau 32,768 kHz.